# Врсте психолошких истраживања
Психолошко истраживање односи се на истраживање које је систематско, планско, објективно, ваљано и циљу оријентисано теоријско или емпиријско испитивање неког проблема, у области која припада психолошком пољу истраживања.

## Врсте истраживања
Постоје многи аспекти према којима се психолошка истраживања међусобно разликују. Углавном се деле по: степену контроле, условима, циљу и намени. Постоје и нека истраживања која се не уклапају у ове поделе. Један од основних задатака истраживача током припреме истраживања јесте одлука о врсти планираног истраживања.

## Подела према степену контроле
Једна од најважнијих подела јесте према степену контроле. Истраживања могу бити експериментална и неекспериментална.
Експериментална истраживања одликује висок степен контроле, пошто се у њима спроводи активна манипулација варијаблама. Типичан представник оваквих истраживања јесу експерименти са контролним и експерименталним групама, где се једној групи субјеката излаже стимулус, а другој не, да би се касније упоређивали резултати.
Неекспериментална истраживања одликују се нижим степеном контроле. То су углавном истраживања која се ослањају само на опсервацију и дескрипцију посматраног. 
Док у експерименталним истраживач сам изазива појаву коју жели да испита, у неексперименталним се само прате и оне се спонтано јављају. Иако експериментална истраживања дају поузданије и објективније резултате, њихова мана лежи у природности. Неекспериментална истраживања омогућују рад са појавама које је немогуће испитивати у експерименталним условима.

## Услови извођења истраживања
По условима под којима се изводе истраживања, она могу бити лабораторијска и натуралистичка, односно теренска. Лабораторијска се врше у лабораторијама, што су посебно припремљене просторије за одређена истраживања. Кључна предност лабораторијских истраживања јесте могућност ефикасне контроле услова, времена и места извођења истраживања. Лабораторијска истраживања такође располажу специјализованим инструментима. Ова истраживања такође пружају одличну могућност за понављање или разрађивање. 
Натуралистичка истраживања се обављају у природним условима. Истраживач је најчешће неутрални или сакривени посматрач догађања које истражује, мада понекад може бити чак и учесник. 
Лабораторијска истраживања су углавном експериментална, а теренска су углавном неекспериментална. Међутим, могуће је да и на терену експериментатор активно манипулише варијаблама. Предности и мане ових истраживања леже у њиховој природности и поседавању више контроле.

## Циљ истраживања
Зависно од циља могуће је разликовати неколико врста истраживања.

### Експлоративна истраживања
Експлоративна, односно пилотска истраживања, имају за циљ почетно упознавање неке до тада слабо испитане појаве или технике истраживања. Ова прва, "извиђачка" истраживања се раде просто да би се видело шта се све може добити. Она немају неку научну тежину, јер су углавном недовољно контролисана и непоуздана. Њихова сврха је да истраживачу пруже довољно информација да би он могао да одлучи да ли жели даље да истражује.

### Репликативна истраживања
Циљ репликативних истраживања је понављање неког већ раније утврђеног истраживања, уз мање промене. Постоје два разлога за извођење икаквих истраживања. Један разлог је увежбавање истраживача који немају довољно искуства у некој области. Репликацијом се и проверавају резултати из претходно урађеног истраживања.

### Параметарска истраживања
Главни циљ параметарских истраживања јесте да прецизније и детаљније испитају поједини аспекти, неке већ донекле истражене појаве, ради њеног бољег упознавања. Само детаљно истраживање може да да ваљану емпиријску основу за постављање квалитетних теорија о њој.

### Експланаторна истраживања
Циљ експланаторних истраживања јесте прилог објашњењу неке појаве. У оваквим истраживањима се проверава успешност једне или више теорија о тој појави. Провера се у начелу врши на тај начин тако што се прво установи шта дотична теорија предвиђа и шта ће се десити у одређеним условима. Нарочито су занимљива круцијална истраживања, када две теорије дају опречна предвиђања, при чему исход истраживања истовремено потврђује једну теорију, а оповргава другу.

## Намена истраживања
1. Фундаментална истраживања. Служе науци, а њихова намена у пхл. је испитивање особина пхл. појава и њихово дубље разумевање, чиме чине емпиријску основу психологије као науке.
2. Примењена истраживања. Служе друштву или привреди, а њихова намена је решавање неког практичног проблема или утврђивање неког конкретног стања ствари. Изводе се за неког наручиоца.

Истраживање може бити, у ретким случајевима, и фундаментално и примењено. Ипак фундаментална истраживања често имају само посредан практични значај, „на дужу стазу“.

## Остале врсте истраживања

### Архивска истраживања
У њима истраживач не прикупља сам податке, него користи већ постојеће информације: статистичке податке, судске извештаје, историјске записе.... На основу таквих извора истраживач, комбинујући већ од раније утврђене податке, установљује нове чињенице и везе међу њима.

### Анализа садржаја
То је облик истраживања сродан архивским по томе што се за његово извођење користе већ постојећи извори: књиге, новине, филмови, ТВ емисије... Овакви извори се анализирају према неком критеријуму, на пример, пребројавањем јављања одређених елемената.

### Математичко моделирање и симулација
Модели често зависе од већег броја чинилаца, чије међудејство може бити веома компликовано. Да би се детаљније испитао модел, у компјутер се уносе различите конкретне вредности као почетни улази, а програм омогућава испитивање „реакције“ модела, тј. приказује шта теорија предвиђа да ће се десити у случају таквих улаза. Модел може сугерисати додатна истраживања.

### Студија случаја
Садржи детаљни психолошки опис неке особе или групе. У питању су углавном случајеви који су по нечему изузетни и који имају општи значај за неко подручје психологије. Нарочито у области клиничке пхл. и пхл. личности, студије случаја често се убрајају у тзв. квалитативна истраживања. То је врста истраживања чија је природа таква да истраживачи сматрају да квантитативна обрада није примерена природи испитиване теме и код којих се примењују тзв. квалитативне методе обраде података.